# Pamela Anderson
Pour les articles homonymes, voir Anderson.
Pamela Anderson [ˈpæmələ ˈændərsən], née le 1er juillet 1967 à Ladysmith en Colombie-Britannique (Canada), est une actrice et mannequin canado-américaine.
Elle commence sa carrière professionnelle en tant que mannequin en posant pour Playboy, avant d’obtenir un petit rôle dans diverses séries comme Charles s'en charge, Mariés, deux enfants et Papa bricole,,. Mais c'est avec le rôle de C.J. Parker dans la série à succès Alerte à Malibu  qu’elle devient une star mondiale et un  sex-symbol planétaire. En 1998, elle obtient sa série télé intitulée V.I.P., suivie par Les Lectures d'une blonde en 2005.
En parallèle, elle est en tête d’affiche de plusieurs films comme Naked Souls (1995), Barb Wire (1996) ou encore Blonde and Blonder (2007),. Elle revient par le biais de films indépendants comme Connected (2015), The People Garden (2016), The Institute de James Franco (2017) et SPF-18 (2017), qui obtiennent d'excellentes critiques,,,.
En 2025, elle interprète le rôle principal dans le film The Last Showgirl, aux cotés de Jamie Lee Curtis, qui obtient des critiques élogieuses,,.
Pendant un certain temps, elle est connue sous le nom de « Pamela Anderson Lee » à la suite de son mariage avec Tommy Lee, le batteur du groupe Mötley Crüe.

## Biographie

### Jeunesse et débuts
Pamela Anderson vit une enfance modeste. Son père, Barry Anderson, qu'elle décrit comme alcoolique, était réparateur de fourneaux, et sa mère, Carol Grosco, serveuse.
Elle révèlera en 2014 avoir été agressée sexuellement par sa baby sitter quand elle avait entre six et dix ans, violée à douze ans par un homme âgé de vingt-cinq, et victime, alors qu'elle a quatorze ans, d'un viol en réunion commis par son petit ami et six des amis de ce dernier.
Elle commence une carrière de mannequin à la fin des années 1970 où elle pose pour des publicités. Passionnée de saxophone, elle est diplômée en 1985 de l’Highland Secondary School (en) à Comox (Colombie Britannique).[réf. souhaitée]

### Carrière
En 1988, Pamela Anderson emménage à Vancouver, où elle est d'abord professeur de fitness. Mais tout commence réellement pour elle le jour où elle assiste au BC Place Stadium à un match de football canadien de l'équipe des Lions de la Colombie-Britannique. Alors que son visage apparaît sur l'écran géant du stade et sur toutes les télés canadiennes, elle fait sensation. Elle portait de plus, ce jour-là, un t-shirt de la brasserie Labatt. Devant l'engouement qu'elle provoque, cette dernière décide de l'engager pour ses futures publicités.
Très vite, le magazine Playboy la remarque et lui propose de poser pour des photos. Elle fera la couverture du magazine en octobre 1989 et sera la playmate du mois de février 1990, photographiée par Stephen Wayda. Elle décide alors la même année de partir s'installer à Los Angeles.[réf. souhaitée]
Elle fait rapidement ses débuts à la télévision, dans une sitcom intitulée Papa bricole. La série obtient un succès d'estime et la notoriété de Pamela Anderson décolle. Mais elle rencontre le vrai succès en 1992, lorsqu'elle intègre la série Alerte à Malibu où elle joue le rôle de « C.J. » Casey Jean Parker. Parallèlement, elle vit une idylle avec David Charvet, acteur également dans la série.
En 1995, elle édite une vidéo intitulée The Best-Of Pamela Anderson qui restera au top des ventes pendant trois mois aux États-Unis. Puis, en 1996, elle tient le rôle principal dans le film Barb Wire. Elle y incarne une mercenaire sexy dans un futur à la dérive. Néanmoins, le film rencontre un succès mitigé.
Avant la sortie du film elle rencontre le batteur du groupe Mötley Crüe, Tommy Lee. Très vite, alors qu'elle se trouvait à Cancún, au Mexique, ils décident de se marier. En guise de bague de fiançailles, ils se font tatouer leurs prénoms respectifs sur le doigt. Le couple fera scandale, surtout après la diffusion d'une vidéo érotique sur le net en 1995 (vidéo devenue virale volée au domicile du couple, puis diffusée sans leur consentement).
Le 6 juin 1996, Pamela accouche de son premier enfant, Brandon.
L'année suivante, elle arrête la série Alerte à Malibu, décidant de se consacrer à d'autres projets. Entre-temps, le 29 décembre 1997, elle met au monde un deuxième fils, prénommé Dylan. L'année suivante, le couple divorce, Tommy Lee la frappant.
En 1998, elle joue dans la série qu'elle produit, V.I.P. où elle tient le rôle d'une directrice d'agence de détective qui enquête sur différents délits. La série s'arrête en 2002.
Après une brève réconciliation en 1999 avec Tommy Lee, ils rompent définitivement. Elle aura une liaison avec le surfeur californien Kelly Slater, puis avec le top model Marcus Schenkenberg pendant plusieurs mois. En 2001, elle fréquente le chanteur Kid Rock. Leur relation se termine en 2003.
En 2002, elle annonce qu'elle est atteinte du virus de l'hépatite C, et accuse son ex-mari Tommy Lee. Elle est d'ailleurs en procès avec ce dernier à cette période, car elle souhaite obtenir la garde exclusive de leurs enfants[réf. souhaitée].

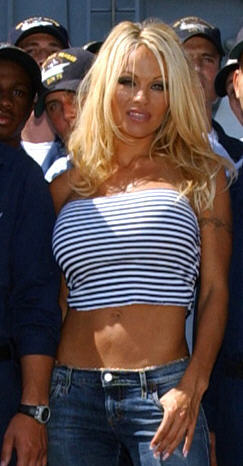
Pamela Anderson en 2004.

Toujours en 2002, elle joue son propre rôle dans le film Scooby-Doo, aux côtés de Sarah Michelle Gellar. Elle fait, l'année suivante, une apparition dans Scary Movie 3. Entre-temps, elle revient dans le monde de la télévision avec Les Lectures d'une blonde, mais la série ne connaitra pas un grand succès,,.
En 2004, elle sort un livre autobiographique, intitulé Star. La même année, elle obtient la nationalité américaine en plus de sa nationalité canadienne.
En 2006, elle retrouve Kid Rock ; le couple se marie durant l'été 2006 sur un yacht près de Saint-Tropez. Après quatre mois de mariage, le couple divorce. Finalement, le 6 octobre 2007, à Las Vegas, elle épouse Rick Salomon, l'ancien petit ami de Paris Hilton et de Shannen Doherty. La même année, elle apparait dans Borat.

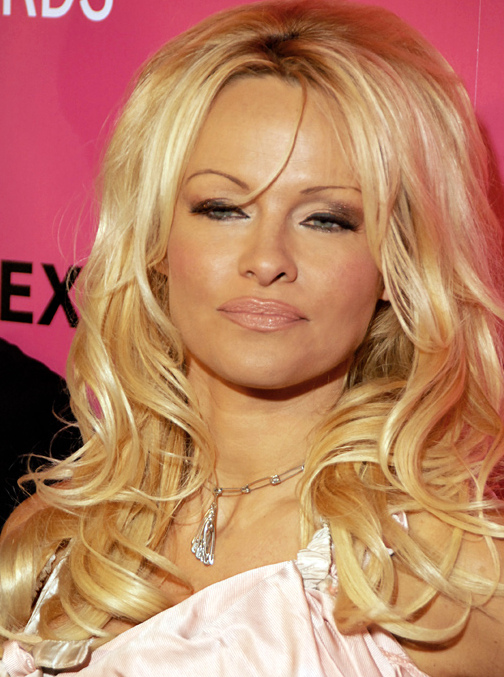
Pamela Anderson en 2009.

En 2007, elle est de retour au cinéma en tête d'affiche pour le film Blonde and Blonder, aux côtés de Denise Richards. L’année suivante, elle fait une brève apparition dans le film parodique Super Héros Movie.
En 2010, elle s'illustre au premier plan dans la comédie Hollywood & Wine, ayant pour co-vedette David Spade, Nicky Whelan ou encore Vivica A. Fox. La même année, elle apparaît dans le court métrage The Commuter réalisé par les McHenry Brothers, ayant pour vedette Dev Patel, qui est tourné entièrement sur le smartphone Nokia N8, servant alors de promotion pour le téléphone au Royaume-Uni,.
En 2015, elle est la vedette principale du court-métrage de science-fiction Connected, ayant pour narratrice Jane Fonda. Le film obtient d'excellentes critiques,.
En 2016, elle apparaît dans le clip vidéo Le Lac du chanteur Julien Doré. La même année, elle joue dans le film dramatique indépendant The People Garden, qui est salué par la critique,,.
En 2017, elle obtient un rôle dans le film d’horreur indépendant d’époque The Institute, réalisé par James Franco, ayant pour vedette James Franco, Lori Singer, Tim Blake Nelson, Josh Duhamel et Eric Roberts, qui reçoit également d’excellentes critiques,.

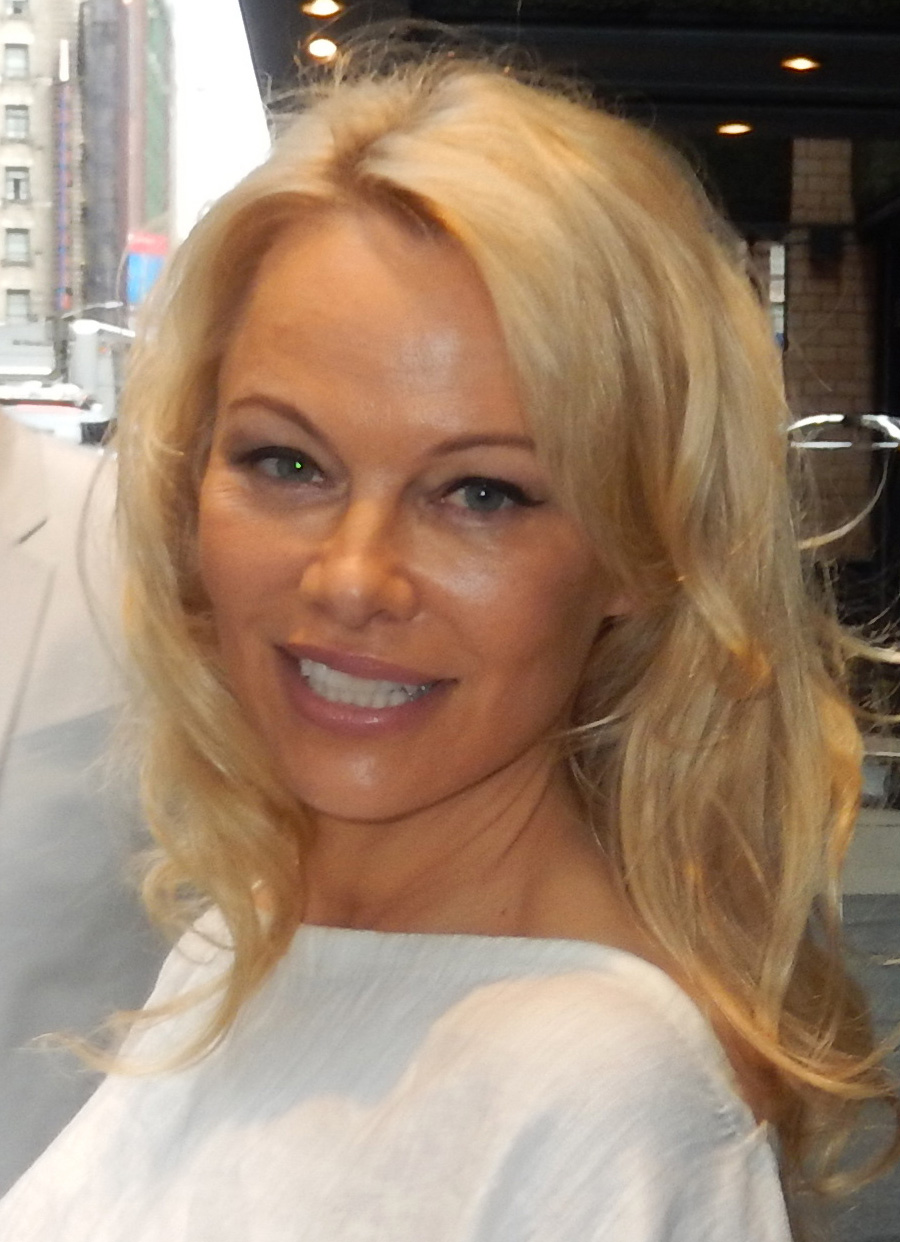
Pamela Anderson en 2018.

En fin de cette année, elle reprend son rôle phare de C.J. Parker pour l’adaptation cinématographique de la série Baywatch : Alerte à Malibu, comportant en vedette Dwayne Johnson, Zac Efron et David Hasselhoff. 
Le film engendre 119 796 565 $ à l'international et ce, malgré des critiques négatives.
Toujours en cette même année, elle fait une brève apparition dans la comédie romantique à succès SPF-18, aux côtés d’autres acteurs comme Keanu Reeves, Goldie Hawn ou encore Rosanna Arquette, qui est disponible uniquement sur iTunes et Netflix.
Elle est également annoncée pour une première participation dans un film français: Nicky Larson et le Parfum de Cupidon réalisé par Philippe Lacheau, qui sort le 6 février 2019. Le film reçoit d'excellentes critiques et récolte plus d'un millions d'euros de recettes au box office.
Le 12 Mars 2025, elle interprète le role principal dans le film The Last Showgirl, aux cotés de Jamie Lee Curtis, qui obtient des critiques élogieuses,,.

### Engagements
Pamela Anderson milite activement pour la défense animale, notamment aux côtés de l'association People for the Ethical Treatment of Animals (PETA). Elle prône entre autres le végétarisme, et, après avoir longtemps porté du cuir (robes, jupes et pantalons), se bat contre le port de la fourrure et du cuir ou encore les expérimentations animales.
En 1997, elle pose sur l'affiche de PETA « Give Fur the Cold Shoulder » (« Ignorez la fourrure »). À la suite de ses engagements, PETA lui décerne en 1999 le prix Linda McCartney memorial Award. Elle boycotte aussi les restaurants KFC pour leur cruauté envers les volailles et se fait la porte-parole canadienne auprès du premier ministre Stephen Harper, pour que cesse la chasse aux phoques.

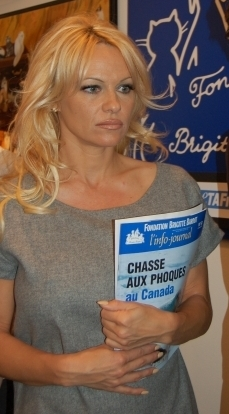
Pamela Anderson en février 2008 dans les locaux de la Fondation Brigitte-Bardot, pour dénoncer la chasse aux phoques au Canada.

En 2008, elle se fait le relais de Brigitte Bardot sur le problème de la chasse aux phoques en allant remettre un courrier de cette dernière à l'ambassadeur du Canada à Paris, dénonçant une nouvelle fois la prochaine reprise de la chasse.

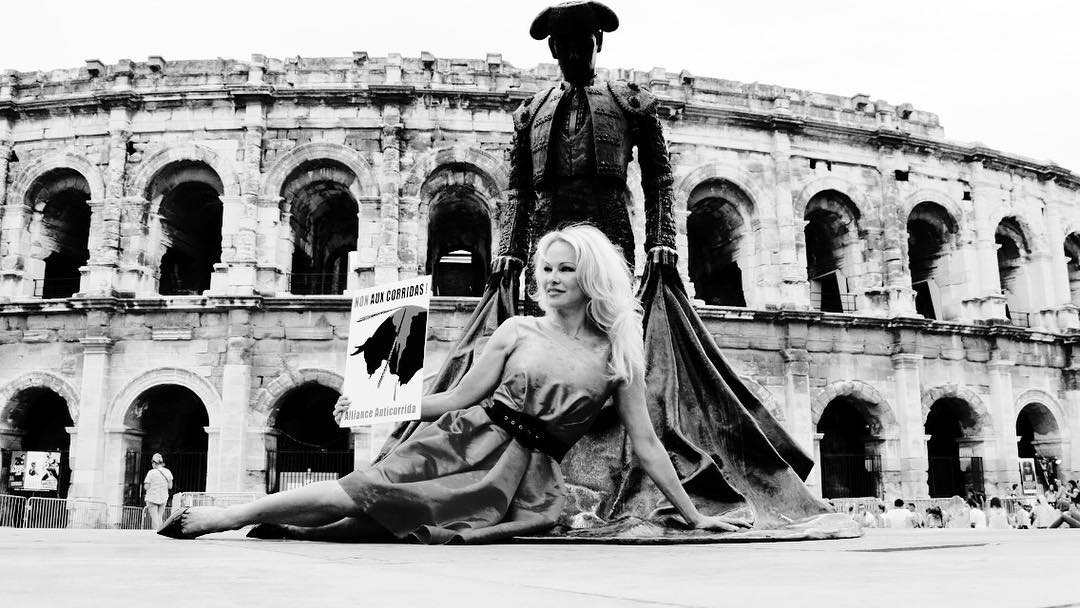
Pamela Anderson devant les arènes de Nîmes le 21 juillet 2017.

En 2016, elle effectue une intervention remarquée à l'Assemblée nationale française, aux côtés du militant écologiste Paul Watson, à l'invitation de la députée Laurence Abeille, où elle prend position contre le gavage des oies et des canards, suscitant des réactions contrastées.
En 2017, elle soutient la cause des migrants des camps de Calais et de Grande-Synthe en leur apportant des livres. La même année, elle apporte son soutien à Jean-Luc Mélenchon en vue de l'élection présidentielle française, appréciant son positionnement concernant Julian Assange et les droits des animaux.
Le 21 juillet 2017, elle pose pour une photo devant les arènes de Nîmes, allongée devant la statue du célèbre toréador nîmois Nimeño II, en arborant une affiche contre la corrida, ce qui provoque de vives réactions de la communauté tauromachique nîmoise.
Fin 2018, elle soutient le mouvement des Gilets jaunes.
Le 25 mars 2019, elle intervient dans le cadre du meeting de lancement du Printemps Européen de Yanis Varoufakis porté en France par Génération.s et Benoît Hamon. Elle réaffirme son soutien au mouvement européen DiEM25 de Yanis Varoufakis dans un tweet publié le 18 avril 2019.

## Vie privée

### Relations et mariages

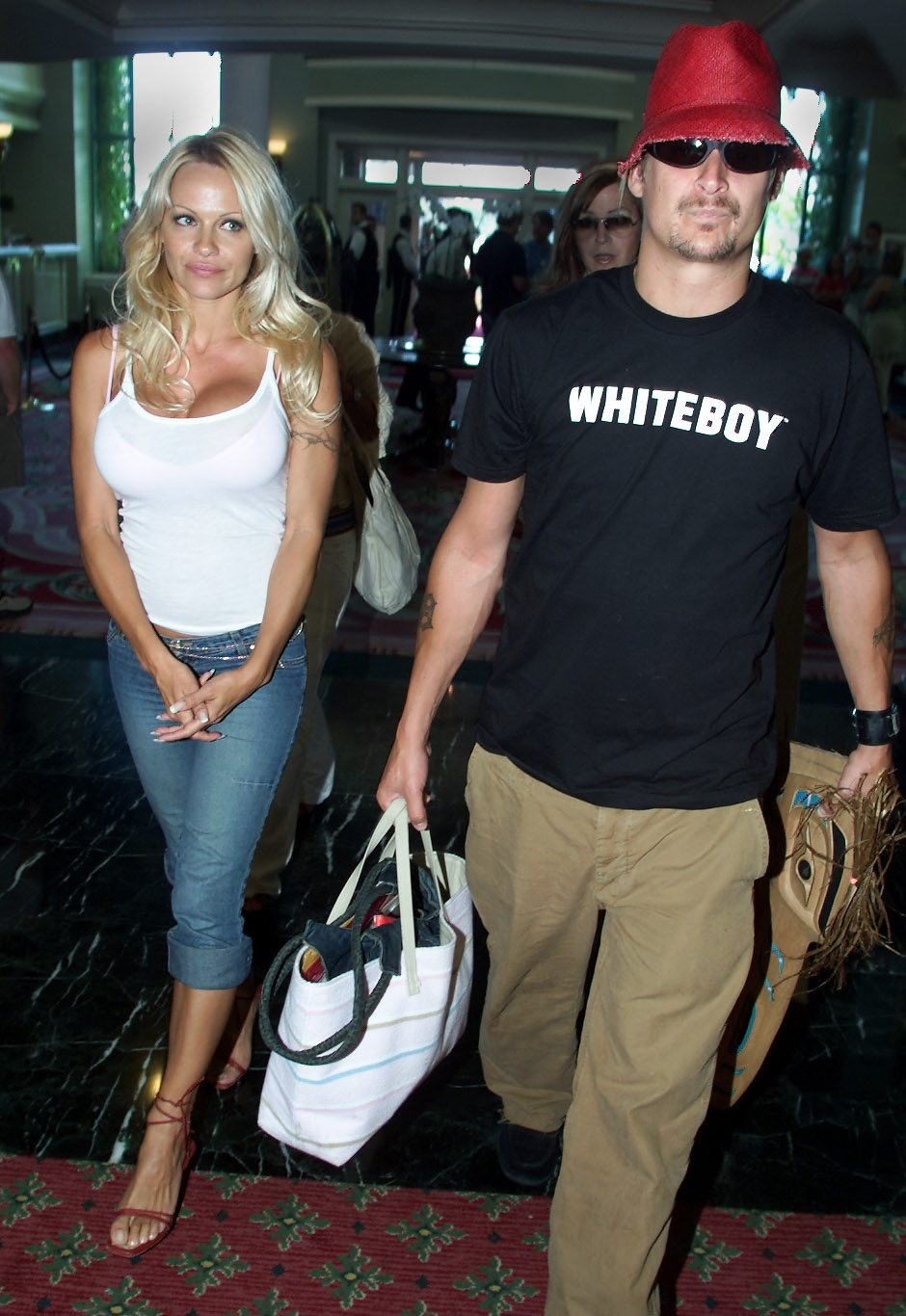
Pamela Anderson et Kid Rock en 2003.

En 1988, Pamela Anderson a une relation avec l'acteur Mario Van Peebles.
De 1990 à 1993, elle fréquente l'acteur Scott Baio.
L'actrice s'affiche ensuite aux côtés de David Charvet et vit une idylle avec le chanteur Bret Michaels.
Dans les années 90, elle aurait fréquenté brièvement l'acteur Dean Cain et l'humoriste Arsenio Hall.
Le 19 février 1995, elle épouse Tommy Lee (batteur du groupe Mötley Crüe) à Cancún au Mexique, seulement quelques jours après leur rencontre.
De leur union naîtront deux enfants : Thomas Brandon Lee, né le 6 juin 1996, et Dylan Jagger Lee, né le 29 décembre 1997.
Victime de violence conjugale, Pamela Anderson demande le divorce en 1998.
En 1999, elle a une relation avec le surfeur Kelly Slater. En 2000, elle est en couple avec Marcus Schenkenberg.
Elle vit ensuite une histoire avec le chanteur Kid Rock jusqu'en 2003. Ils se marient en 2006, après une reformation de leur couple.
En 2004, elle a une relation avec l'acteur Stephen Dorff.
Le 6 octobre 2007, l'actrice se marie, cette fois, avec le producteur Rick Salomon.
Après avoir obtenu l'annulation de son mariage en 2008, Pamela Anderson fréquente Criss Angel puis s'affiche à nouveau avec Tommy Lee.
En 2012, elle fréquente le chanteur britannique Julian Perretta.
Elle se remarie une seconde fois à Rick Salomon en janvier 2014.
Depuis 2016, elle soutient le lanceur d'alerte Julian Assange.
En 2017, elle entretient une relation avec le footballeur Adil Rami, ce dernier évoluant à l'Olympique de Marseille. Elle s'installe avec lui à Marseille.
Le 25 juin 2019, elle annonce publiquement leur rupture, ayant appris une infidélité supposée de son compagnon, qui aurait entretenu une « double-vie » avec une autre femme, à savoir son ancienne épouse et mère de ses enfants.
Le 20 janvier 2020, elle épouse le producteur de cinéma et acteur américain Jon Peters, de 22 ans son aîné. C'est son cinquième mariage.
Douze jours plus tard, elle annonce leur séparation,.
Le 24 décembre 2020, elle se marie à Dan Hayhurst, un maçon de Vancouver Island. Celui-ci est décrit comme son « garde du corps ».
Le mariage se déroule dans l'intimité, le mari n’ayant choisi aucun témoin et Pamela Anderson estimant n’avoir besoin d’aucune demoiselle d’honneur pour cette union en temps de pandémie. Un membre de la Snuneymuxw First Nation (en), le peuple autochtone originaire de l’île, est témoin du mariage officié par un pasteur local.[réf. nécessaire]. En janvier 2022, soit 13 mois plus tard, Pamela Anderson demande le divorce.
En juillet 2025, une relation avec l’acteur Liam Neeson semble s’officialiser quand ils apparaissent se tenant la main à New York puis ensemble pour la première du film  Y a-t-il un flic pour sauver le monde ?. Ils y sont d’ailleurs accompagnés de leurs 2 enfants chacun.

### Divers
Pamela Anderson a participé à deux reprises à Dancing with the Stars aux États-Unis. La première fois en 2010, lors de la 10e saison. Elle était en compétition avec d'autres célébrités telles que Shannen Doherty, Nicole Scherzinger ou Buzz Aldrin. Elle se fera éliminer au bout de la 7e semaine, sur les 10 au total. En 2012, lors de la saison 15, elle fait partie du casting All-star. Cette fois-ci, elle se fait éliminer au bout de la première semaine de compétition.
À l'automne 2018, elle participe à la neuvième saison de l'émission Danse avec les stars sur TF1 aux côtés du danseur Maxime Dereymez, et termine cinquième de la compétition.
Le 20 juin 2015, elle reçoit le titre de « comtesse de Giglio » (province du Monténégro) lors d'une cérémonie officielle, pour honorer son travail en faveur de la défense des espèces animales marines,. Le « prince » Stefan Crnojevic  qui lui remet ce titre n'a aucun lien avec le prétendant légitime au trône du Monténégro, qui est le prince Nicolas de Monténégro.
En 2022, le service américain Hulu diffuse la mini-série Pam and Tommy, qui retrace la vie de Pamela Anderson lors de la publication de sa sextape volée avec Tommy Lee. Anderson y est interprétée par l'actrice britannique Lily James.

## Couvertures de magazines

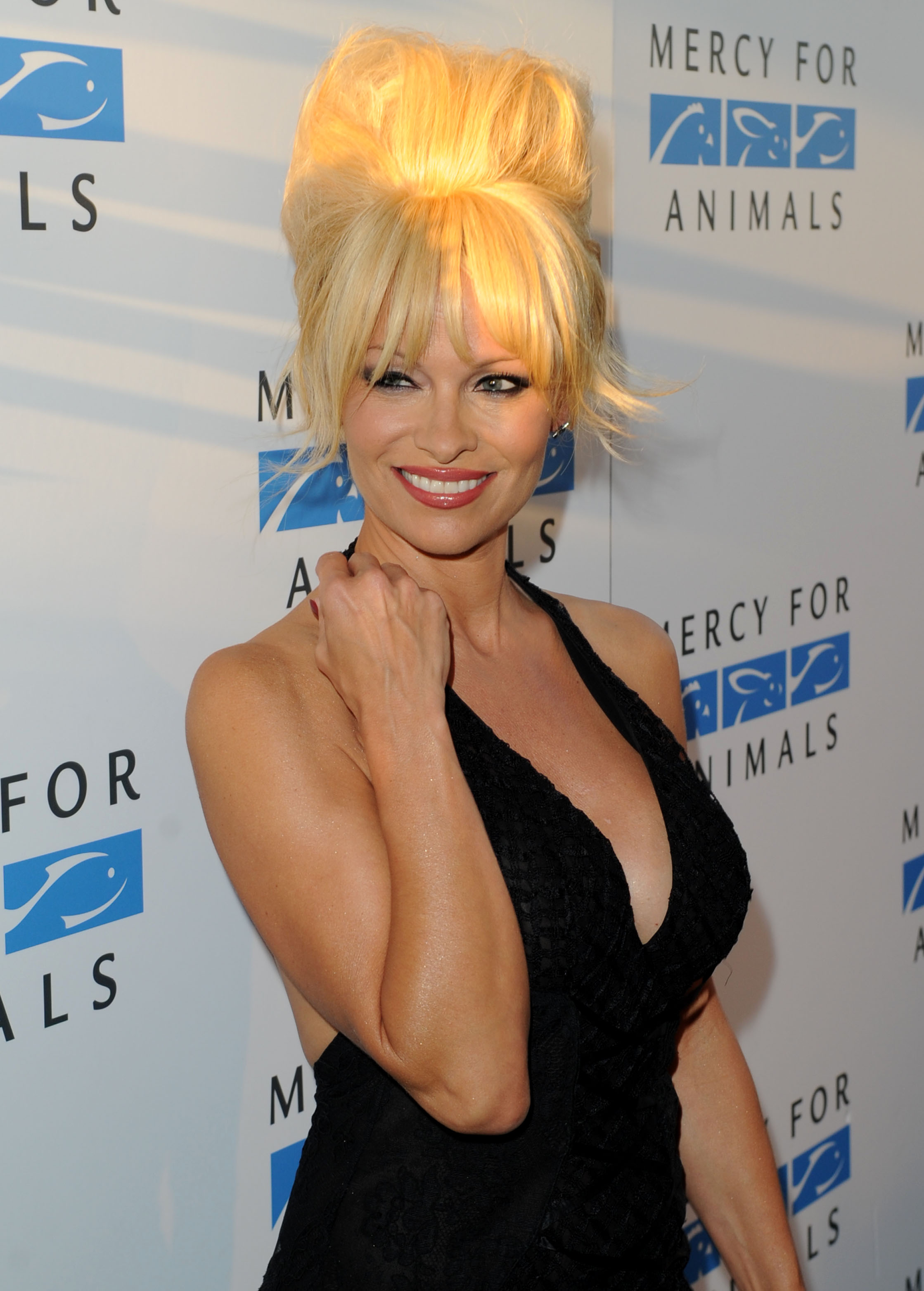
Pamela Anderson en 2014.

Outre l'édition américaine, Pamela Anderson a été playmate de Playboy pour plusieurs autres éditions nationales dans les années 1990 : Argentine, Australie, Brésil, République tchèque, Espagne, Grèce, Hong Kong, Hongrie, Italie, Japon, Pays-Bas, Turquie, France et Afrique du Sud.[réf. souhaitée]
Elle est la recordwoman des couvertures du magazine Playboy. Elle a posé à quatorze reprises pour les numéros suivants de l'édition américaine (numéros réguliers, sans tenir compte des hors-série) : octobre 1989, février 1991, juillet 1992, août 1993, novembre 1994, janvier 1996, septembre 1997, juin 1998, février 1999, juillet 2001, mai 2004, janvier 2007, janvier 2011 et janvier 2016 ; ainsi que pour de très nombreuses couvertures dans trente différentes éditions nationales.[réf. souhaitée].

## Filmographie

### Cinéma
- 1993 : Snapdragon (en) : Felicity
- 1994 : Raw Justice : Sarah
- 1995 : Naked Souls : Britt
- 1996 : Barb Wire : Barb Wire
- 2002 : Scooby-Doo : elle-même
- 2003 : Scary Movie 3 de David Zucker : Becca
- 2003 : Pauly Shore est mort : elle-même
- 2005 : No Rules (en) : elle-même
- 2006 : Borat : elle-même
- 2008 : Blonde and Blonder : Dee Twiddle
- 2008 : Super Héros Movie : la Femme Invisible
- 2010 : Hollywood & Wine : Jennifer Mary
- 2010 : Costa Rican Summer : elle-même
- 2013 : Jackhammer : une groupie
- 2016 : The People Garden : Signe
- 2017 : The Institute : Ann Williams
- 2017 : Baywatch : Alerte à Malibu : « C.J. » Casey Jean Parker
- 2017 : SPF-18 : elle-même
- 2018 : Nicky Larson et le Parfum de Cupidon : Jessica Fox
- 2024 : The Last Showgirl de Gia Coppola : Shelly Gardner
- 2025 : Y a-t-il un flic pour sauver le monde ? (The Naked Gun) de Akiva Schaffer : Beth Davenport
- 2025 : Rosebush Pruning de Karim Aïnouz
- 2025 : Place to be de Kornél Mundruczó

### Courts métrages
- 2010 : The Commuter : Elle-même
- 2015 : Connected : Jackie

### Télévision

#### Séries télévisées
- 1990 : Charles s'en charge (Charles in Charge) : Chris (saison 5, épisode 22)
- 1990 - 1991 : Mariés, deux enfants (Married… with Children) : Cashew / Yvette (saison 5, épisodes 2 et 24)
- 1991-1993 et 1997 : Papa bricole (Home Improvement) : Lisa (23 épisodes)
- 1992 : Des jours et des vies (Days of our Lives) : Cindy (2 épisodes)
- 1992 - 1997 : Alerte à Malibu (Baywatch) : Casey Jean « C.J. » Parker (saisons 3 à 7)
- 1997 : Une nounou d'enfer (The Nanny) : Heather Biblow-Imperiali  (saison 4, épisodes 12 et 24)
- 1998 - 2002 : V.I.P. : Vallery Irons (88 épisodes)
- 1999 : Futurama : la tête de Pamela Anderson / la reine Limace (voix) (saison 1, épisodes 6 et 13)
- 2001 : Voilà ! (Just Shoot Me!) : Pamela Anderson (saison 5, épisode 15)
- 2003 - 2004 : Stripperella : Stripperella (13 épisodes)
- 2003 : Less Than Perfect : Vicki Devorski (saison 2, épisode 7)
- 2005 : Touche pas à mes filles (8 Simple Rules) : Cheryl (saison 3, épisodes 14 et 19)
- 2005 - 2006 : Les Lectures d'une blonde (Stacked) : Skyler Dayton (20 épisodes)
- 2013 : Package Deal : Dr Sydney Forbes (saison 1, épisodes 9 à 12)
- 2017 : Sur-vie : Raquel Rose (6 épisodes)

#### Téléfilms
- 1994 : La Blonde et le Privé ( Come Die with Me: A Mickey Spillane's Mike Hammer Mystery) : Velda
- 2003 : Alerte à Malibu : Mariage à Hawaï (Baywatch: Hawaiian Wedding) : Casey Jean « C.J. » Parker

#### Télé-réalités
- 2008 : Pam : En toute liberté (Pam : Girl on the Loose !) : héroïne de sa propre télé-réalité (saison 1 - 8 épisodes)[79]
- 2008 : Big Brother Australia : invitée (saison 8 - jours 73 à 75, invitée)
- 2010 - 2011 : Pornographie avec Gerik
- 2010 : Dancing with the Stars : candidate (saison 10 - semaines 1 à 7, éliminée, et semaine 10, invitée)
- 2010 : Bigg Boss India : invitée (saison 4 - jours 50 à 53)
- 2010 : Rokdim Im Kokhavim (version Israélienne de Dancing with the Stars) : invitée (saison 6, semaine 6, le 6 décembre)
- 2011 : Bailando por un Sueño (version Argentine de Dancing with the Stars) : candidate (saison 7, semaines 1 à 4, abandon)
- 2011 : Les Anges 2 : Miami Dreams : invitée (saison 2 - épisode 4 et 5)
- 2011 : Big Brother (UK) : invitée arrivant le jour de la finale de Celebrity Big Brother (saison 12 - jours 1 à 4)
- 2011 : La Academia (version Mexicaine de Star Academy) : invitée (semaine 6 - le 25 septembre)
- 2012 : VIP Brother (version bulgare de Celebrity Big Brother) : invitée (saison 4 - jours 2 à 4)
- 2012 : Dancing with the Stars : All Stars : candidate (saison 15 - semaine 1, éliminée et semaine 10, invitée)
- 2013 : Dancing on Ice (version anglaise et originale de Skating with the Stars) : candidate (saison 8 - semaine 1, éliminée et semaine 10, invitée)
- 2013 : Promi Big Brother[80] (version allemande de Celebrity Big Brother + David Hasselhoff était un candidat lors des jours 1-5) : invitée (saison 1 - jours 12 à 15)
- 2018 : Danse avec les stars : candidate (saison 9 - semaine 1 à 8, éliminée, semaine 10, invitée)
- 2019 : The Hills: New Beginnings : invitée (série-réalité où apparaît son fils Brandon Thomas Lee)
- 2022 - 2023 : Pamela Anderson : mission rénovation (Pamela's Garden of Eden) : héroïne de sa propre télé-réalité (saisons 1 et 2 - 16 épisodes)

#### Clips
- 1990 : Shelter Me de Cinderella
- 1994 : Blind Man de Aerosmith
- 2000 : Miserable du groupe Lit
- 2006 : Touch The Sky du rappeur Kanye West
- 2008 : Peb Motopob du groupe de heavy metal russe Piligrim
- 2016 : Le Lac du chanteur Julien Doré

## Publications
- Pamela Anderson, Star, 2005.
- Pamela Anderson, Star Struck: A Novel, 2005.
- Damon Brown (auteur), Pamela Anderson (préface), Playboy, les plus belles couvertures, 2012[81].
- Pamela Anderson (avec Emma Dunlavey et Raphael Mazzucco (en)), Raw, 2015.
- Pamela Anderson (avec Shmuley Boteach), Lust for Love: Rekindling Intimacy and Passion in Your Relationship, 2018[82].
- Pamela Anderson Love, Pamela: a memoir, 2023.

## Distinctions

### Récompenses
- 1997 : MTV Movie Awards du meilleur combat « pour la lutte intérieure entre Pamela Lee Anderson avec un mec » dans Barb Wire
- 2005 : Teen Choice Awards de la meilleure actrice dans une série télévisée pour Les Lectures d'une blonde
- Miami Film Festival 2024 Art of Light Acting Award Pamela Anderson
- SCAD Savannah Film Festival 2024 Marquee Award Pamela Anderson
- Sun Valley Film Festival 2024 Pioneer Award Pamela Anderson et Gia Coppola
- Winter IndieWire Honors 2025 de la meilleure actrice pourThe Last Showgirl
- Miami Films Festival 2025 Art of Light Acting Award pour The Last Showgirl

### Nominations
- Golden Globes 2025 : Meilleure actrice dans un film dramatique pour The Last Showgirl
- Screen Actor Guild Awards 2025 : Meilleure actrice dans un film dramatique pour
- Gotham Awards 2025 : Meilleure performance dans un rôle principal pour The Last Showgirl

## Voix françaises
En version française, Malvina Germain a été la voix régulière de Pamela Anderson jusqu'en 2017. Depuis 2022, Virginie Kartner l'a doublée à trois reprises.